# محمد موسى
محمد موسى (مواليد 23 مارس 1986 في أم باب، جريان البطنة) لاعب كرة قدم قطري يجيد اللعب في مركز الدفاع مع نادي الشمال في دوري نجوم قطر.

## مسيرة اللاعب
بدأ لعبه في نادي العربي في مركزه الأساسي الظهير الأيمن. وبعد ذلك انتقل إلى فريق أم صلال وشارك مع الفريق في بطولة دوري أبطال آسيا وحصل مع فريقه على المركز الرابع في البطولة. وبعد ذلك انتقل إلى فريق السد وبعد ذلك عند صعود فريق لخويا إلى دوري نجوم قطر، أعاره ناديه السد إلى فريق لخويا لمدة موسم واحد، وفاز معه ببطولة الدوري. إلا أن انتهت إعارته ثم جُددت مجددًا مع نفس الفريق لموسم أخر وفاز ببطولة الدوري وأعير أيضا موسم ثالث وحقق كاس ولي العهد مع لخويا وانتهى تعاقده مع نادي السد في نهاية الموسم وتعاقد معه نادي لخويا لمدة 5 مواسم.

### نادي الدحيل
كان يلعب في نادي لخويا و في عام 2017 صدر قرار بدمج نادي لخويا مع نادي الجيش تحت مسمى نادي الدحيل و انظم بعدها إلى نادي الدحيل و لعب معهم حتى عام 2024.

### نادي الشمال
وقع مع نادي الشمال في عام 2024.

## انجازاته
1. المركز الرابع ببطولة دوري أبطال أسيا مع فريق أم صلال
2. كاس سمو الأمير مع فريق أم صلال 2007-2008.
3. كاس الشيخ جاسم مع فريق أم صلال 2009-2010.
4. بطولة دوري نجوم قطر مع فريق لخويا 2010-2011
5. بطولة دوري نجوم قطر مع فريق لخويا 2011-2012
6. بطولة كاس ولي العهد مع فريق لخويا 2012-2013.
7. بطولة دوري نجوم قطر مع فريق لخويا 2013-2014
8. بطولة كأس غرب آسيا مع المنتخب القطري 2013
9. بطولة كأس الخليج العربي 22 مع المنتخب القطري 2014

## روابط خارجية
- محمد موسى على موقع قاعدة بيانات كرة القدم.إي يو (الإنجليزية)
- محمد موسى على موقع ناشيونال فوتبول تيمز (الإنجليزية)
- محمد موسى على موقع Soccerway.com (الإنجليزية)